# 濱岡敬祐
濱岡 敬祐（はまおか けいすけ、1990年2月2日 - ）は、日本の男性声優。東京都出身。AIR AGENCY所属。

## 略歴
日本工学院専門学校、俳協ボイスアクターズスタジオ、AIR AGENCY声優養成所出身。
日本工学院専門学校卒業後に巣林舎の舞台「品川湊夫婦心中」に出演。

## 人物
趣味には散歩、テレビゲーム、猫と遊ぶことをそれぞれ挙げている。特技にはUFOキャッチャー、早食いをそれぞれ挙げている。

## 出演

### テレビアニメ
2013年
- マジでオタクなイングリッシュ!りぼんちゃん 〜英語で戦う魔法少女〜

2015年
- 黒子のバスケ（福田総合5番）
- 終わりのセラフ（宍戸、男）
- 銀魂゜（真選組隊士B）

2016年
- 紅殻のパンドラ（乗客A）
- 一人之下 the outcast（ゾンビ）

2017年
- ツインエンジェルBREAK（アリ戦闘員）
- クレヨンしんちゃん（車掌アナウンス）
- GRANBLUE FANTASY The Animation（帝国兵A）
- 血界戦線 & BEYOND（運転手）
- 魔法陣グルグル（モンスターB）

2018年
- 斉木楠雄のΨ難（男子生徒A、エランド、男性A）
- 新幹線変形ロボ シンカリオン（工事作業員）
- ガンダムビルドダイバーズ（ダイバー、黒猫団メンバー）
- 叛逆性ミリオンアーサー（ヘルフォード）

2019年
- 荒野のコトブキ飛行隊（空賊）
- とある魔術の禁書目録III（研究員）
- ワンパンマン（男性幹部A、ワイルドホーン）
- アイカツフレンズ!〜かがやきのジュエル〜（老人）
- あひるの空（2019年 - 2020年、ヤンキー、1年7組生徒、バスケ部員、大栄部員）
- ハイスコアガールII（客B）
- 慎重勇者〜この勇者が俺TUEEEくせに慎重すぎる〜（騎士）

2020年
- とある科学の超電磁砲T（作業員）
- 異種族レビュアーズ（オークリーダー）
- 食戟のソーマ 豪ノ皿（料理人B、黒服）
- 恋とプロデューサー〜EVOL×LOVE〜（男性evolver）
- ストライクウィッチーズ ROAD to BERLIN（士官）
- アイドリッシュセブン Second BEAT!（MC）
- ゴールデンカムイ（2020年 - 2023年、ウイルタの家族、木こりたち） - 2シリーズ
- 最響カミズモード!（2020年 - 2021年、リグルガング）

2021年
- 境界戦機（2021年 - 2022年、ヤタガラス隊員、カートフル・ライト） - 2シリーズ
- 無職転生 〜異世界行ったら本気だす〜（兵士A）
- 世界最高の暗殺者、異世界貴族に転生する（売人）

2022年
- 薔薇王の葬列（ヨーク兵、民A、兵士）
- ヴァニタスの手記（アストルフォの父）
- ジョジョの奇妙な冒険 ストーンオーシャン（2022年 - 2023年、囚人A、オペレーターA、看守B、男囚A、編集者） - 3シリーズ
- 失格紋の最強賢者（冒険者）
- ヒーラー・ガール（町内会の人々）
- 処刑少女の生きる道（騎士）
- 遊☆戯☆王ゴーラッシュ!!（MIK職員、宇宙人）
- カードファイト!! ヴァンガード will+Dress（2022年 - 2023年、社員、観客） - 2シリーズ
- はたらく魔王さま!!（2022年 - 2023年、マレブランケ、義勇軍将校） - 2シリーズ
- ダンジョンに出会いを求めるのは間違っているだろうかIV 新章 迷宮篇（冒険者）
- 夫婦以上、恋人未満。（体育教師）
- 陰の実力者になりたくて!（2022年 - 2023年、救護班、通行人、騎士、教団兵） - 2シリーズ
- VAZZROCK THE ANIMATION（振付師）
- 異世界おじさん（魔物）

2023年
- 機動戦士ガンダム 水星の魔女（フィリップ）
- 火狩りの王（2023年 - 2024年、村人、救護所内人々） - 2シリーズ
- お隣の天使様にいつの間にか駄目人間にされていた件（教師）
- 山田くんとLv999の恋をする（教師、井上）
- 英雄教室（上級クラス、勇者の仲間）
- SYNDUALITY Noir（2023年 - 2024年） - 2シリーズ
- 贄姫と獣の王（臣下A）
- 文豪ストレイドッグス（特命先任護衛官A、兵士A）
- SHY（回想の声）
- 帰還者の魔法は特別です（編集長）
- キャプテン翼シーズン2 ジュニアユース編（2023年 - 2024年、下成、ディーン、ギルド、ピエールの父、3年B組の担任の先生）

2024年
- 異修羅（2024年 - 2025年、探索士、村人） - 2シリーズ
- 姫様“拷問”の時間です（兵士）
- 青の祓魔師 シリーズ（神主、守衛、記者） - 2シリーズ
- アンデッドアンラック（ならず者）
- WIND BREAKER
- 黒執事（2024年 - 2025年、店主、ウェアウルフ） - 2シリーズ
- 異世界スーサイド・スクワッド（スタッフB）
- 異世界失格（兵士、チンピラ、力の試練）
- 転生したらスライムだった件（観客A）
- やり直し令嬢は竜帝陛下を攻略中（クレイトス兵B）
- 魔王2099（ヤクザオーガB）
- トリリオンゲーム（2024年 - 2025年、店長、局員）
- アイドルマスター シャイニーカラーズ 2nd season（スタッフ）

2025年
- SAKAMOTO DAYS（男、八百屋、試験官） - 2シリーズ
- ババンババンバンバンパイア（芹沢鴨）
- Dr.STONE SCIENCE FUTURE（科学職員）
- クラスの大嫌いな女子と結婚することになった。（老人A）
- Re:ゼロから始める異世界生活 3rd season（カルシフス）
- 完璧すぎて可愛げがないと婚約破棄された聖女は隣国に売られる（側近、貴族）
- Aランクパーティを離脱した俺は、元教え子たちと迷宮深部を目指す。（研究員A、ケディ、冒険者、シャドウストーカー、人々）
- フードコートで、また明日。（お父さん）
- 気絶勇者と暗殺姫（山賊）

### 劇場アニメ
- 劇場版 ひらがな男子〜序〜（2018年）[5]
- 銀魂 THE FINAL（2021年）
- 劇場版 七つの大罪 光に呪われし者たち（2021年）
- 劇場版 からかい上手の高木さん（2022年）
- THE FIRST SLAM DUNK（2022年、不良B）
- ウマ娘 プリティーダービー 新時代の扉（2024年、観客[6]）
- コードギアス 奪還のロゼ（2024年、超合集国議長、看守、東の暁旅団員）

### OVA
- ストライク・ザ・ブラッド（2019年 - 2020年、島民、D種） - 2シリーズ[一覧 13]
- 転生したらスライムだった件（2020年、部下F） - 漫画版第15・16巻OAD付き限定版

### Webアニメ
- 斉木楠雄のΨ難 Ψ始動編（2019年、男子学生A）
- ゼノンザード THE ANIMATION（2020年、村人C）
- ULTRAMAN（2022年、鉄輪〈ワドラン星人〉）
- 七つの大罪 怨嗟のエジンバラ（2022年、男）
- 転生したらスライムだった件 コリウスの夢（2023年、兵士）
- マサムネ - 使命の赤き刃 -（2023年、兵士）
- T・Pぼん（2024年、警備兵A）

### ゲーム
2013年
- 蒼穹のスカイガレオン（ヴリトラ、ヤマ）

2015年
- うたわれるもの 偽りの仮面

2016年
- うたわれるもの 二人の白皇

2017年
- コール オブ デューティ ワールドウォーII
- デウスエクス マンカインド・ディバイデッド（ピーター・チャン）
- マーメイド・ゴシック

2018年
- THE KING OF FIGHTERS ALLSTAR（七枷社）
- 破軍三國志（劉辟）

2019年
- コール オブ デューティ モダン・ウォーフェア（UKチームリーダー）

2022年
- THE KING OF FIGHTERS XV（七枷社 / オロチ社）

2023年
- BLUE PROTOCOL

### ドラマCD
- 革命機ヴァルヴレイヴ
- 偉人アイドルプロジェクト 歴sing♪ 〜セカンド・シーズン ちゅう!〜
- ログ・ホライズン
- 六畳間の侵略者!?
- 蝋燭の時間

### 吹き替え

#### 映画
- ナショナル・トレジャー
- エイリアン・トルネード
- オゾンビ
- ジュラシック・ブリーダー（英語版）
- オペレーション・メコン（英語版）（ナタ）
- モースト・ビューティフル・アイランド
- 封神伝奇 バトル・オブ・ゴッド（哪吒）
- おじいちゃんはデブゴン（中国語版）[10]
- 宇宙船レッド・ドワーフ号（ジム[11]）
- キャッスル・フォール（ランド〈エリック・グレイ〉）

#### ドラマ
- 三国志〜趙雲伝〜（趙範）
- フォーリング・ウォーター（英語版）（H・ロバー）
- ゴースト・ウォーズ（英語版）（パオロ・ジョーンズ〈アンドリュー・モックスハム〉）

#### アニメ
- ドルフィン 太陽の秘密と夢の冒険
- バンザイ! キング・ジュリアン（アブナー[12]、アンディ[12]）

#### その他
- スーパープレゼンテーション（ムンダーノ）

### 舞台
- 品川湊夫婦心中[4]

### その他コンテンツ
- ボイスドラマ『夜桜さんちの大作戦』（2021年、モブスパイC）

### シリーズ一覧
1. ↑  第三期（2020年）、第四期（2023年）
2. ↑  第一部（2021年）、第二部（2022年）
3. ↑  第1クール（2022年）、第2クール（2022年）、第3クール（2023年）
4. ↑  Season1（2022年）、Season3（2023年）
5. ↑  1st Season（2022年）、2nd Season（2023年）
6. ↑  1st season（2022年 - 2023年）、2nd season（2023年）
7. ↑  第1シーズン（2023年）、第2シーズン（2024年）
8. ↑  第1クール（2023年）、第2クール（2024年）
9. ↑  第1期（2024年）、第2期（2025年）
10. ↑  第3期『島根啓明結社篇』（2024年）、第4期『雪ノ果篇』（2024年）
11. ↑  第4期『-寄宿学校編-』（2024年）、第5期『緑の魔女編-』（2025年）
12. ↑  第1クール（2025年）、第2クール（2025年）
13. ↑  第3期『III』（2019年）、第4期『IV』（2020年）

### 初出話一覧
1. 1 2  第20話初出
2. 1 2 3 4 5  第1話初出
3. ↑  第3期 第6話初出
4. ↑  第3期 第7話初出
5. ↑  第4期『雪ノ果篇』 第11話初出
6. ↑  第21話初出
7. 1 2 3 4  第2話初出
8. ↑  第4期 第11話初出
9. ↑  第5期 第1話初出
10. ↑  第8話初出
11. 1 2  第12話初出
12. ↑  第70話初出
13. ↑  第4話初出
14. 1 2  第25話初出
15. 1 2 3  第7話初出
16. 1 2  第6話初出
17. ↑  第18話初出
18. ↑  第11話初出
19. ↑  第65話初出
20. 1 2  第3話初出
21. ↑  第14話初出
22. ↑  第22話初出
23. ↑  第23話初出
24. ↑  第24話初出